# Gražina Tulevičiūtė
Marijona Gražina Tulevičiūtė, coniugata Vileikienė (Stakliškės, 3 gennaio 1934 – Vilnius, 28 novembre 2014), è stata una cestista sovietica.

## Carriera
Con l'Unione Sovietica ha disputato i Campionati del mondo del 1957 e i Campionati europei del 1958.